# 금남교
금남교(錦南橋)는 세종특별자치시 나성동에 속한 하천구역을 거쳐 대평동을 잇는 금강의 다리이다. 전 구간이 갈매로에 속해있다.
대전지방국토관리청에서 발주하여 현대산업개발과 동성건설에서 1993년 8월 23일부터 1997년 10월 28일까지 공사를 완료하였다. 교량길이는 650m, 교폭은 21m이다.
한국토지주택공사에서 발주한 교폭 26.5m로 확장하는 공사를 보광건설과 고려캐슬에서 2015년 10월 5일부터 2017년 1월 20일까지 완료하였다.